# No violencia

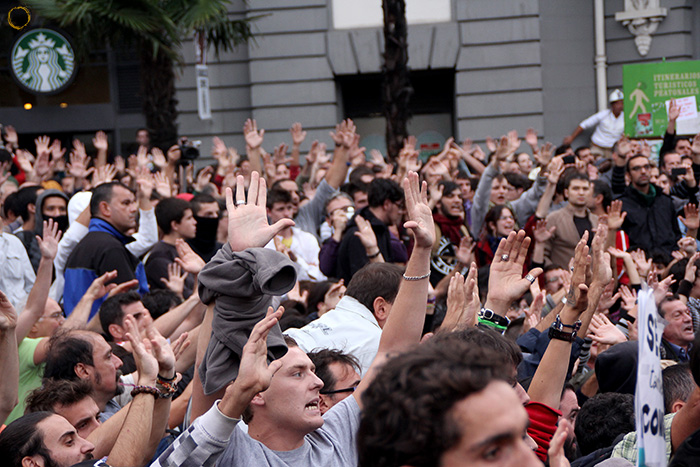
Manifestantes pacíficos durante la protesta frente al Congreso de los Diputados de España convocada el 25 de septiembre de 2012.

La no violencia (también es frecuente no-violencia, por influencia del inglés) habla tanto de una ideología como de una práctica ético-política que rechaza el uso de la violencia y la agresión, en cualquiera de sus formas. Se opone al uso de la violencia como un medio (método de protesta, práctica de lucha social, o como respuesta a la misma violencia) y como fin (por ejemplo, para lograr un cambio social o cambio político, porque considera que todo acto violento genera más violencia). Se trata de una opción alternativa que pretende "humanizar" la sociedad, apostando y valorando el poder de la vida e ignorar y prevenir los conflictos. Desde esta perspectiva, la obtención de los logros en la lucha social es posible porque considera que el poder de los gobernantes no es eterno ni indestructible sino que depende del consentimiento de la población. La acción no violenta busca disminuir ese poder, cuando considera que se ejerce injustamente, retirando el consentimiento.

## Surgimiento
El concepto de la no violencia (ahimsā) surge en el Oriente, específicamente en la India, cuando nace la religión jainista, entre el siglo VI a. C. y el siglo IV a. C. Su creador fue Mahāvīra.

## Implicaciones
Precisamente, la no violencia es una ideología que representa toda una propuesta en positivo para entender los conflictos y transformar la sociedad. Desde una perspectiva no violenta, los avances históricos de la Humanidad han sido posibles por su capacidad de evolucionar cooperativamente. Esta idea implica considerar que la violencia y la exclusión no son "intrínsecas al ser humano" sino tendencias promovidas por actores históricos con intereses determinados que ayudan a crear super estructuras como el complejo militar-industrial, que en un círculo vicioso empujan la misma violencia de la que se alimentan. En este sentido, el quid de la cuestión de la no violencia es la negativa a la organización para la violencia: contra la creencia convencional, no se pone el acento en la condena a la reacción personal violenta, sino en la preparación para la violencia. 
El problema de la violencia política sería la organización para la violencia -la creación de ejércitos u organizaciones armadas que absorben tiempo y recursos humanos, cognitivos, reflexivos, políticos, científicos y materiales con consecuencias catastróficas- y también la preparación para su justificación y legitimación - la cultura de la guerra, el sexismo, el etnocentrismo, la competitividad destructiva, etc.-. Todo esto impide la realización de la persona humana o dificulta la satisfacción de sus necesidades fundamentales. Ante esto, la noviolencia plantea un proceso de toma de conciencia para reconocer cuáles son, y por qué, las víctimas que va dejando tras de sí todo sistema político, económico y social.

## Mecanismos usados por la no violencia
- La potencia de los mecanismos tanto voluntarios como muchas de las condicionados de cohesión social. Porque como es toda la sociedad la que da su consentimiento a una realidad social justa o injusta, su mantenimiento o transformación dependen en gran medida de la interiorización del sistema de valores dominante por la ciudadanía. Esto, a la vez que cuestiona los supuestos básicos de la necesidad de los Cuerpos Armados, plantea la construcción gradual de una alternativa de seguridad humana frente a la defensa militar y ofrece a la gente un poder de actuación que convencionalmente le es negado.

- La construcción de la figura del enemigo. La no violencia propugna la distinción entre la persona (poseedora de derechos inalienables) y el personaje (el rol o función social carente de intocabilidad). A la vez que defiende la dignidad de todas las personas en conflicto, defiende el derecho a transgredir las relaciones de subordinación impuestas.

- La importancia de la inclusión. A partir del rechazo de las jerarquías militarización, analiza los mecanismos por los que los individuos son excluidos de la toma de decisiones. Revisa constantemente la legitimidad del ámbito de decisión y cuestiona las consecuencias para el grupo de la exclusión de sus miembros incluso mediante decisiones mayoritarias; replantea el concepto de democracia como una necesidad más compleja que la dinámica de las votaciones.

- La legitimidad frente a la legalidad. Incluso en regímenes conocidos como democracias formales, la no violencia defiende el derecho a la disidencia. La prueba de la legitimidad no se basa únicamente en que la finalidad de la propia actuación no es solo el beneficio propio, sino en el carácter no violento del acto y la asunción de las consecuencias (de la persecución legal o económica al menoscabo de la propia integridad).

- La lucha social comprometida frente a la pasividad. La no violencia no es sinónimo de pasividad ante los problemas, sino que consiste en enfrentarse constantemente a ellos mediante métodos no violentos. Se puede considerar que han existido procesos de transformación social no violenta desde el inicio de la humanidad: cabe señalar muy especialmente las huelgas, la no colaboración, el boicot, la desobediencia civil, etc., aunque también se incluyen formas de actuación política (incluido el voto o la abstención) sin violencia. Por el contrario, la invención de los ejércitos (la preparación para la violencia jerarquizada separada de la sociedad) es muy posterior. Sin embargo, las formas de no violencia que se reconocen a sí mismas como tales —en nuestro moderno contexto de violencia organizada— afloran, por lo que se refiere a la cultura occidental, a partir del siglo XIX.

## Métodos no violentos

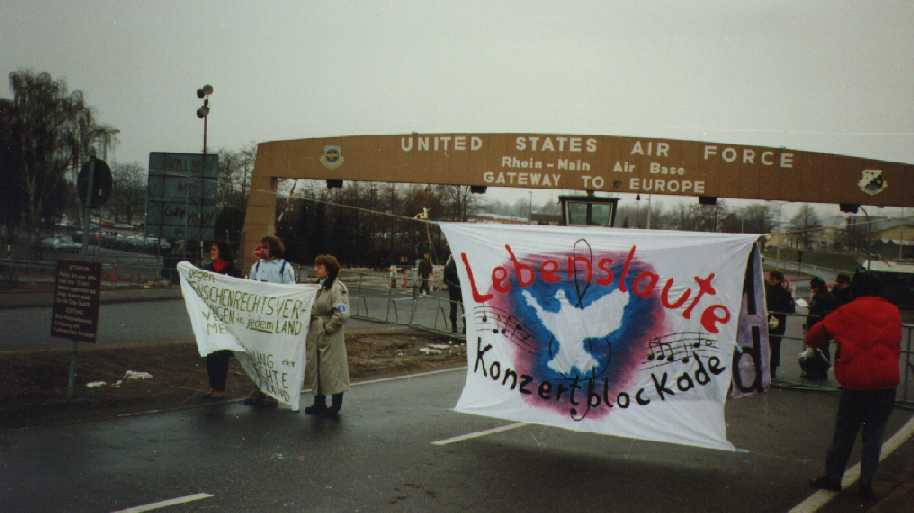
Manifestación no violenta contra la Guerra del Golfo frente a una base militar en Frankfurt-am-Main, 1991.

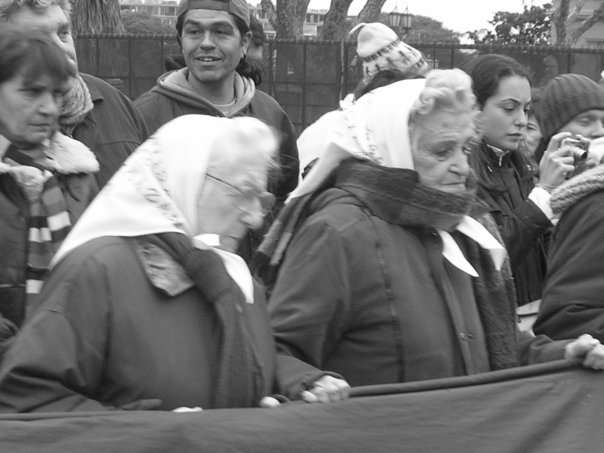
Madres de Plaza de Mayo piden conocer el destino de sus hijos desaparecidos en Argentina 2007.

La metodología de acción personal y social basada en la «noviolencia activa», promueve una actitud social y personal frente a la vida, que tiene como herramientas principales de acción conjunta y conducta personal y social:
- El rechazo y vacío a las diferentes formas de discriminación y violencia.
- La no-colaboración con las prácticas violentas.
- La denuncia de todos los hechos de violencia y discriminación.
- La desobediencia civil frente a la violencia institucionalizada.
- La organización y movilización social, voluntaria y solidaria.
- El apoyo decidido a todo aquello que favorezca la no violencia activa.
- La superación de las raíces de la violencia en uno mismo, el desarrollo de las virtudes personales y de las mejores y más profundas aspiraciones humanas.

Según esta metodología, la acción por la transformación social no se opone a la acción por la transformación personal. Por el contrario, se las entiende como íntimamente vinculadas proponiendo un accionar simultáneo por superar tanto la violencia social (externa) como la violencia personal (interna). En este sentido, se podrían citar como métodos noviolentos los siguientes:
- La desobediencia civil: consiste en no cumplir el pago de impuestos o cualquier otra ley que uno considere que es injusta u opresiva. La desobediencia civil que probablemente ha tenido una mayor continuidad y repercusión históricas ha sido siempre la Objeción de conciencia al servicio militar y a otros trabajos obligados por el Estado; se tienen noticias desde la mitología griega hasta todos los estados en que actualmente se mantiene el Servicio Militar Obligatorio, e incluso en ejércitos profesionales en tiempo de guerra. También fue usada por Henry David Thoreau, pensador y escritor anarquista de Massachusetts (EE. UU.), que en 1885 se negó a contribuir con sus impuestos a un estado que apoyaba la esclavitud y escribió al respecto un influyente Ensayo sobre la desobediencia civil que influyó en el pensamiento de León Tolstoy, Gandhi y Martin Luther King. Actualmente, y desde la Guerra del Vietnam, continúa la Objeción Fiscal a los Gastos Militares y la Objeción Científica a la Investigación Militar en buen número de países, incluida España.
- La huelga de hambre: se basa, como su nombre indica, en negarse a ingerir alimentos hasta que aquello por lo que se actúa se cumpla. En este sentido, se destacan las continuas huelgas de hambre de Gandhi, contra el gobierno británico.
- El boicot a un producto o empresa: consiste en negarse a comprar un producto o usar el servicio que una empresa nos ofrece, así lo hizo Martin Luther King, que organizó un boicot de 352 días contra la empresa de autobuses de Alabama, bajo el eslogan de "I am a Man" (yo soy un hombre)
- La manifestación pacífica: es la más conocida de todas y consiste en congregar públicamente a las personas que estén en contra o a favor de algo o alguien, como hizo Martin Luther King en su "marcha sobre Washington" donde pronunció su discurso "Yo tengo un sueño".
- El bloqueo: consiste en la interposición física usando el propio cuerpo (como en las protestas contra los convoyes de residuos nucleares en Alemania) o mediante objetos (como en los taponamientos por Greenpeace de vertidos tóxicos) para evitar daños a las personas y arriesgando solo la propia integridad.
- La no colaboración: consiste en negarse a realizar cualquier acto solicitado por el violento.

La sociedad ofrece formación institucionalizada en métodos de coerción violenta; en cambio, no suele ofrecer formación en métodos de coerción noviolenta, para los cuales no es requerida una preparación mayor, pero si distinta a la habitual.

## Véase también

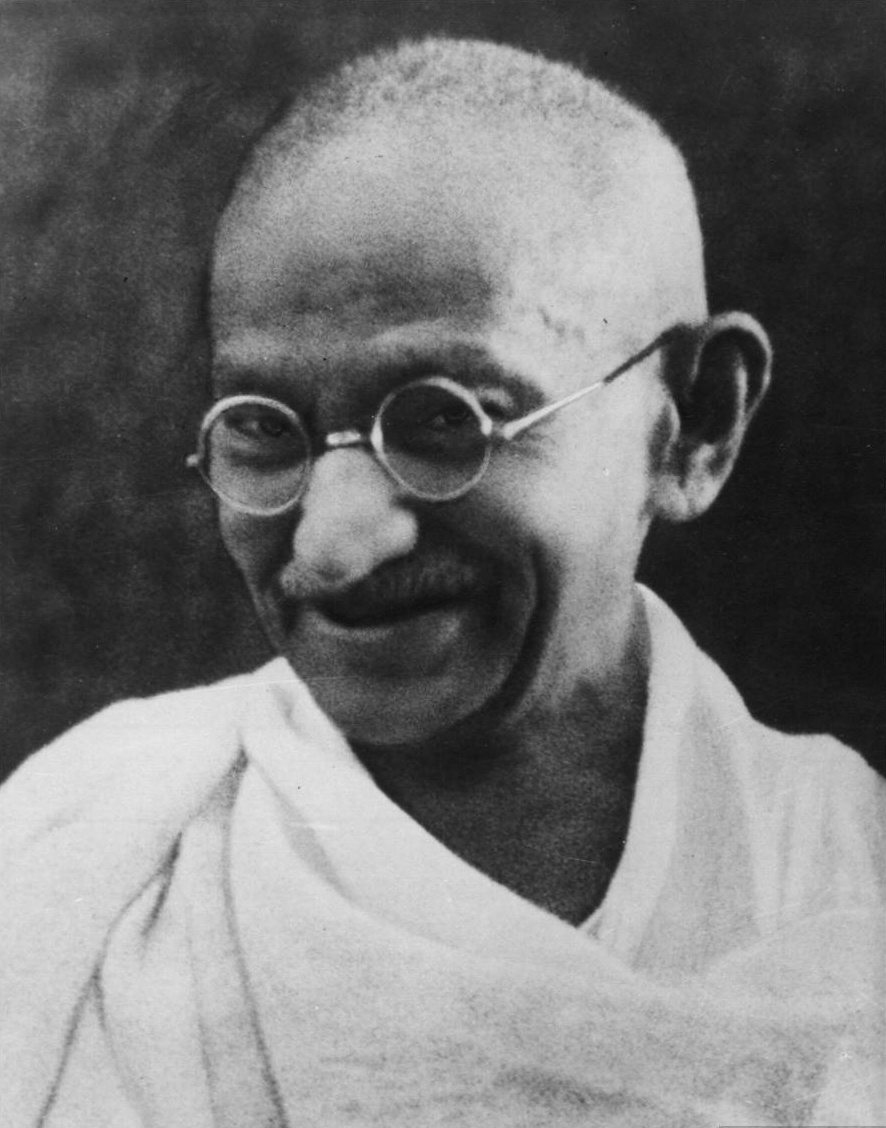
Mahatma Gandhi, adalid de la lucha no violenta.